# Hokejový turnaj v Berlíně 1910
Hokejový turnaj v Berlíně 1910 byl prvním ročníkem Hokejového turnaje v Berlíně, což byla vůbec první mezinárodní soutěž v ledním hokeji. Konal se od 10. – 12. února 1910. Turnaje se zúčastnilo pět mužstev, která se utkala vyřazovacím systémem.

## Výsledky

### 1. kolo
Verband Berliner Athletikvereine –  Club des Patineurs de Paris 1:10 (1:6, 0:4)
10. února 1910 – Berlín (Eispalast)

### Semifinále
Akademischer SC 1906 Dresden –  Club des Patineurs de Paris 4:5pp (3:2, 1:2 – 0:1)
11. února 1910 – Berlín (Eispalast)

Branky: 1. pol. Tikkanen 2, Dietrich, 2. pol. Hartley – 1. pol. De Rauch, MacDonald, 2. pol. Masson, De Rauch – v prodloužení MacDonald

Rozhodčí: Günther Dreyer (GER)
 Berliner SC –  Brussels Ice Hockey Club 5:3pp (2:1, 1:2 – 0:0, 0:0, 2:0)
11. února 1910 – Berlín (Eispalast)

Branky: 1. pol. Glimm, Steinke, 2. pol. Glimm – v prodloužení Müller a Kutscher - 1. pol. Coupez, 2. pol. Coupez 2

Rozhodčí: Louis Magnus (FRA)

### Finále
Berliner SC –  Club des Patineurs de Paris 1:4 (0:3, 1:1)
12. února 1910 – Berlín (Eispalast)

Branky: 2. pol. Glimm – 1. pol. Masson 2, MacDonald, 2. pol. MacDonald

Rozhodčí: Louis Magnus (FRA)
CP Paris:

Brankář: Maurice del Valle.

Obránci: Alexandre Clarke – Raymond Mézières (C).

Záložník: Jean Prat.

Útočníci: Robert Masson – A. J. MacDonald – Alfred de Rauch.
Berliner SC:

Brankář: Willy Bliesener.

Obránce: C. M. Lüdecke.

Záložníci: Alfred Steinke – Robert Müller.

Útočníci: Werner Glimm – Kutscher – E. Jakob.